# Krypteria
Krypteria — симфоник-метал-группа из Германии, основанная в 2001 году. Вокалисткой в этой группе выступает германо-корейская певица Чо Джи Ин. Дискография группы насчитывает 4 полноформатных альбома и один EP.

## История группы

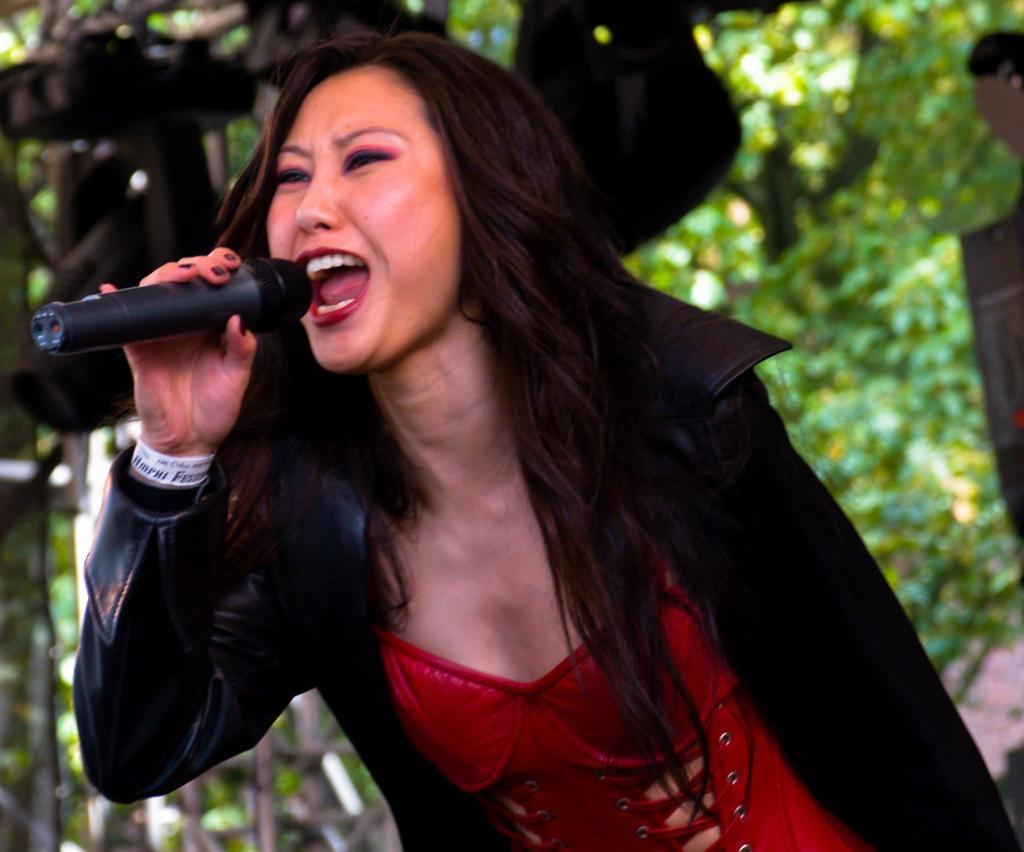
Чо Джи Ин — вокалистка группы

Группа была сформирована в 2001 году Крисом Симонсом, Фрэнком Штюмфоллем и С. К. Кушнерусем. Изначально Krypteria была театральным студийным проектом с различными вокалистами, одним из которых была Чо Джиин, записавшая вокальные партии для песни «Liberatio» с одноименного дебютного альбома, вышедшего в 2003 году. По просьбе немецкого телевидения, песня была перезаписана в качестве сингла в память о жертвах урагана. Вскоре после этого Джиин заняла место постоянной вокалистки в группе. Альбом «Liberatio» сильно отличается от музыкального стиля последующего творчества группы и музыканты Krypteria называют его неофициальным.
В качестве квартета группа выпустила свой первый альбом In Medias Res в 2005 году. В 2006 году вышел EP «Evolution Principle», который был назван немецкой версией журнала Metal Hammer важным выпуском в современном готик-метале Германии.
19 января 2007 года Krypteria выпустили свой второй официальный полноформатный альбом «Bloodangel’s Cry», а в 2009 третий, получивший название «My Fatal Kiss».
22 апреля 2011 группа выпустила свой четвертый альбом «All Beauty Must Die» на собственном лейбле Liberatio Music. Альбом достиг 24 строчки хит-парада Media Control Charts, став самой успешной записью группы.
В 2012 году музыканты сообщили, что группа делает перерыв в своей деятельности в связи с беременностью Чо Джин.

## Состав группы
- Чо Джи Ин — вокал
- Крис Симонс — гитара
- Фрэнк Штюмфолль — бас-гитара
- С. К. Кушнерус — ударные

## Дискография

### Студийные альбомы и EP
| Название            | Дата выпуска    | Тип                                   | Лейбл           |
| ------------------- | --------------- | ------------------------------------- | --------------- |
| Liberatio           | 2003            | Полноформатный альбом (неофициальный) | Sony/BMG        |
| In Medias Res       | 2005            | Полноформатный альбом                 | Synergy Records |
| Evolution Principle | 2006            | EP                                    | Synergy Records |
| Bloodangel's Cry    | 15 января 2007  | Полноформатный альбом                 | Synergy Records |
| My Fatal Kiss       | 28 августа 2009 | Полноформатный альбом                 | Synergy Records |
| All Beauty Must Die | 22 апреля 2011  | Полноформатный альбом                 | Liberatio Music |

### Синглы
- Liberatio (2005)
- Victoriam Speramus (2005)
- Somebody Save Me (2007)